# Ivan Tomec
Ivan Tomec [ívan tómec], slovenski ljubiteljski astronom, * 22. november 1880, Fara, † 21. marec 1950, Ljubljana.

## Življenje in delo
Tomec je bil stalni opazovalec Sonca. V Kamniku si je uredil opazovalnico in jo je pred 2. svetovno vojno preselil v Ljubljano. Leta 1935 si je zgradil svoj observatorij v Pražakovi ulici.
V letu 1928 je objavil članek v strokovnem časopisu Himmelswelt, ki je izhajal v Berlinu. Rezultate opazovanj Sončeve dejavnosti je pošiljal Zveznemu observatoriju v Zürich, glavnem središču za statistiko Sončevih peg, redna poročila pa v beograjsko revijo Saturn.
Postavil je teorijo o Sončevih pegah, ki jo je razlagal v nemščini napisanih knjižicah in v knjigi Tajne našega Sonca (Celje 1946). Članke je pisal tudi v slovenske revije. V opazovanju Sonca ga je nasledil Pavel Kunaver.